# Китайский театр
Об оперном театре Екатерины II см. Китайский театр (Царское Село).
Китайский театр имеет длительную и сложную историю. Театральное искусство Китая зародилось в народном творчестве, в песнях и танцах народов Китая, религиозных ритуалах.
Китайский театр произошёл от различных песенно-танцевальных форм, народных, ритуальных и придворных представлений. В эпоху Чжоу (XII—III века до н. э.) получили определённое распространение различные пантомимы и выступления придворных шутов, а также цирковые представления байси («сто игр») с вкраплениями поэтических текстов.
В VII—IX веках получают распространение фарсы «игра о цаньцзюне»: один из участников — «цаньцзюнь» — попадает в глупое положение и терпит побои. В X—XII веках «игра о цаньцзюне» превращается в цзацзюй («смешанные представления») и соответствовавшие им на Севере пьесы «юаньбэнь». В данном варианте фарсы состояли из нескольких мало связанных друг с другом частей, в них участвовало до пяти персонажей. Хотя тексты некоторых из них записываются, до нашего времени сохранились лишь их названия.
На рубеже XI—XII в юго-восточных районах страны возникает жанр «наньси», который объединяет элементы фарсов-цзацзюй и песенно-танцевальных форм в пьесы с диалогами, пением, танцами, импровизацией и прямыми обращениями к зрителям. В наньси действующие лица дифференцированы по амплуа. Сохранилось три пьесы театра наньси (этот литературный жанр назывался «сивэнь»): «Чжань Се, победитель на экзаменах» (первая половина XIII века) и две пьесы, созданные на сто лет позже — «Сунь-мясник» и «Ошибка знатного юноши».
Театральные черты свойственны и прозо-поэтическим сказам чжугундяо (букв. «тонические мелодии»), в которых прозаические повествовательные части чередовались с музыкально-поэтическими ариями. Единственный полностью сохранившийся образец — «Западный флигель» Дун-цзеюаня (XII—XIII века).

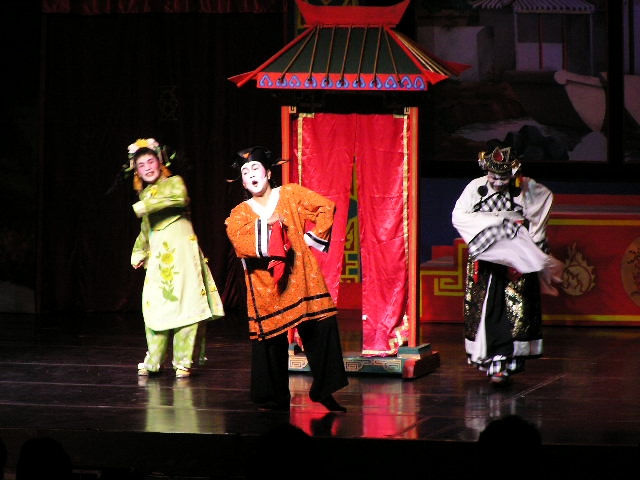
Представление китайского театра

В XIII-XIV веке театр в Китае достиг зрелости: произошёл расцвет драмы цзацзюй (мало связанной с одноимённым фарсом более раннего времени). Для этой драмы было характерно деление пьесы на 4 акта и вводную сцену — сецзы, простота и чёткость композиции, напряжённость конфликта. Каждый из актов пьесы строился на пении одного из персонажей, в каждом из актов была своя мелодия. Пьесы цзацзюй относятся к северной ветви театра (бэйцюй). Писали в этом жанре Гуань Ханьцин (пьеса «Обида Доу Э»), Ван Шифу («Западный флигель»), Бо Пу («Дождь в платанах»).
Наряду с северным цзацзюй продолжала развиваться южная наньси, которая позже переросла в представления чуаньци, характеризовавшиеся отсутствием стройности композиции, произвольностью размера актов пьесы и числа поющих в каждом акте персонажей. (среди авторов — Хун Шэн).
В 1930-е китайские театры ставят пьесы русских и западноевропейских драматургов: «Ревизор» Н. В. Гоголя, «Гроза» А. Н. Островского, «На дне» М. Горького, «Нора» Г. Ибсена.